# Tymion
Koordinaten: 38° 29′ N, 29° 26′ O
Tymion war eine antike Siedlung in Phrygien, Kleinasien (im heutigen Landkreis von Uşak in der Provinz Uşak, Türkei), bei und unter dem heutigen türkischen Dorf Şükraniye gelegen.

## Geschichte
Von der Mitte des 2. Jahrhunderts n. Chr. bis in die Mitte des 6. Jahrhunderts hinein war Tymion ein für die spätantike christliche Kirche der Montanisten bedeutsamer Ort: Die Montanisten, deren Kirche sich über das gesamte römische Reich verbreitete, erwarteten, dass das in der Johannesoffenbarung (Kap. 21) prophezeite Himmlische Jerusalem sich bei Tymion und der nahen Stadt Pepouza auf die Erde herniedersenken werde. Pepouza war die Zentrale des Montanismus im Reich und Sitz des montanistischen Patriarchen. Einer der Gründer des Montanismus, Montanus, nannte beide Orte entsprechend „Jerusalem“. In der Spätantike zogen beide Orte Scharen von Pilgern aus den verschiedensten Regionen des römischen Reiches an. Frauen spielten im Montanismus eine emanzipierte Rolle: Sie konnten Priesterinnen und Bischöfinnen werden. Im 6. Jahrhundert löschte Kaiser Justinian im Verein mit orthodox-christlichen Kräften diese Kirche aus.
Seit 2001 leitete Peter Lampe von der Universität Heidelberg jährliche archäologische Kampagnen in Phrygien. Während dieser interdisziplinär angelegten Kampagnen entdeckte er mit seinem Team (u. a. dem Kirchenhistoriker William Tabbernee aus Tulsa, USA) zahlreiche bislang unbekannte antike Siedlungen, die archäologisch dokumentiert wurden. Zwei dieser Siedlungen sind aufgrund vielfältiger Indizien die bislang aussichtsreichen Kandidaten zur Identifikation Pepouzas und Tymions, der beiden heiligen Orte des antiken Montanismus. Die Forschung hatte seit dem 19. Jahrhundert vergeblich nach diesen verschollenen Siedlungen gefahndet.
Neben anderen Historikern (z. B. W. Weiß, T. Gnoli, S. Destephen, M. Ritter, C.M. Robeck, T.D. Barnes, M. Mazza) bekräftigte zuletzt der Althistoriker und Epigraphiker Stephen Mitchell, dass Lampe und Tabbernee “für sich beanspruchen können, die montanistischen Zentren Pepuza und Tymion lokalisiert zu haben”, nach denen seit dem 19. Jh. vergeblich gesucht worden war.
Die archäologische Siedlung bei Şükraniye, die Peter Lampe als Tymion identifizierte, war schon in der späten Bronze- und frühen Eisenzeit besiedelt. Sie blühte in römischer und dann byzantinischer Zeit als Landstädtchen, in dem hauptsächlich Landpächter, sogenannte Kolonen, lebten. Die Pachtbauern arbeiteten auf einer kaiserlichen Domäne, wurden jedoch oft von durchreisenden städtischen Beamten oder kaiserlichen Sklaven schikaniert und in illegaler Weise zu Diensten und Abgaben gezwungen. In einer Petition an den Kaiser erbaten sich die Pachtbauern aus Tymion und Simoe, einem Nachbarort, Hilfe. Kaiser Septimius Severus schrieb zurück, dass sein Procurator vor Ort die Bauern unterstützen werde. Die kaiserliche Antwort ist auf einer Inschrift erhalten.